# Філіальне колесо

Філіальне колесо. Музей нафти у Бориславі.

Філіальне колесо — основний передавальний механізм групового приводу насосних установок свердловин ХІХ — початку ХХ ст. Нині, як правило — музейний експонат. Також пристрій тих часів — насосні кірати.